# Gmina Tuzi
Tuzi (czar., sr. Opština Tuzi / Општина Тузи) –  jedna z dwudziestu jeden gmin Czarnogóry. Jest położona 10 km od Podgoricy. W jej skład wchodzi blisko 40 miejscowości. Gmina jest położona w czarnogórskim regionie historycznym Malezja. Ośrodkiem administracyjnym gminy jest miasto Tuzi.